# Alfred Nowakowski

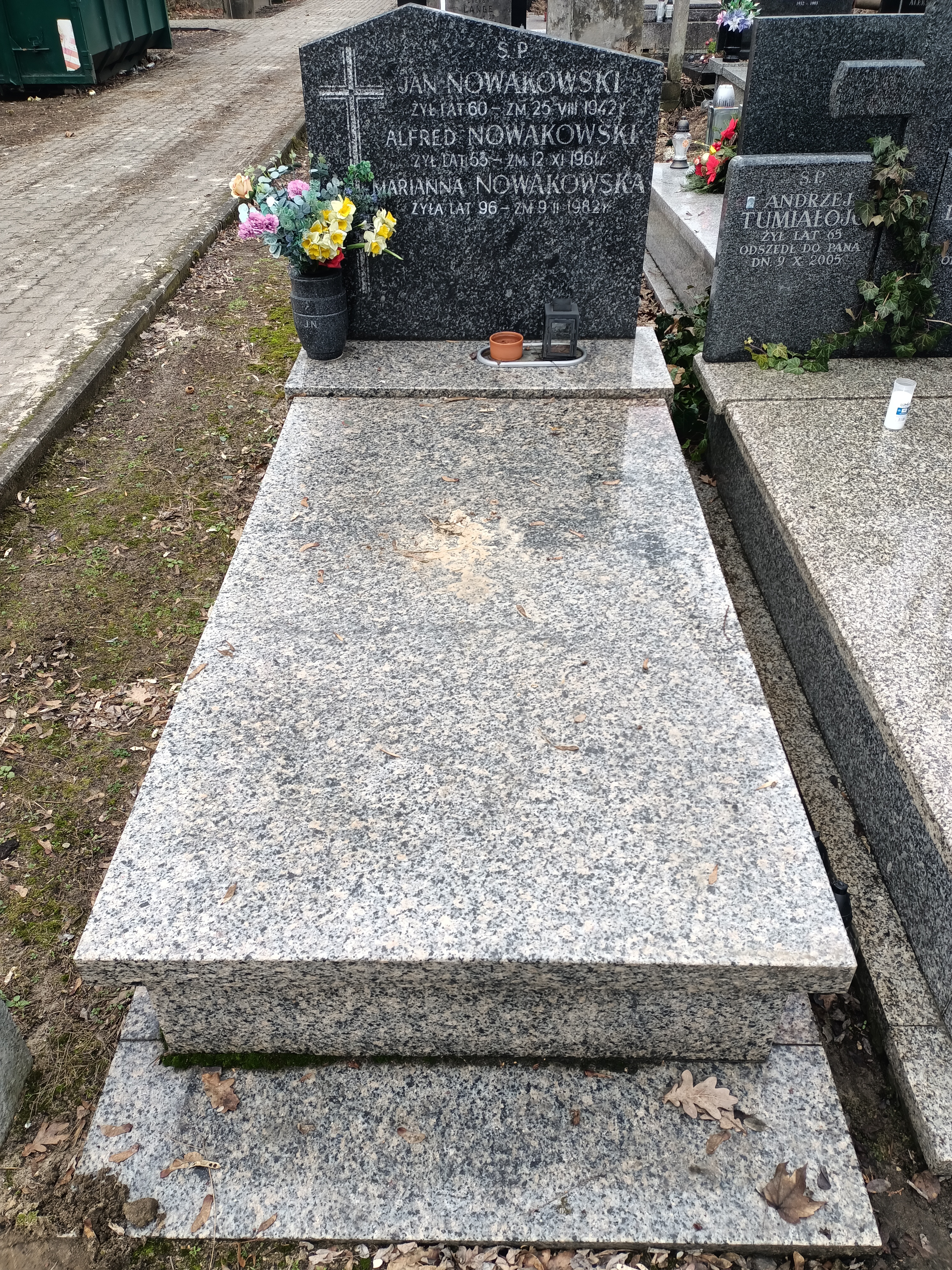
Nagrobek Alfreda Nowakowskiego na Cmentarzu Bródnowskim w Warszawie

Alfred Nowakowski (ur. 10 czerwca 1908 w Warszawie, zm. 12 listopada 1961 tamże) – polski piłkarz występujący na pozycji pomocnika i trener.

## Życiorys
Był wychowankiem Orkanu Warszawa. W 1924 z tego klubu trafił do Legii Warszawa. W jej barwach zadebiutował w lidze 3 kwietnia 1927 w spotkaniu przeciwko Warszawiance. Swój ostatni mecz w Legii i zarazem ostatni w karierze rozegrał 9 czerwca 1935 przeciwko Polonii Warszawa. W tamtym roku zakończył karierę. W 1956 był członkiem komisji selekcyjnej reprezentacji Polski w przegranym 1:2 spotkaniu z reprezentacją Bułgarii. Zmarł 12 listopada 1961 w wieku 53 lat. Pochowany na cmentarzu Bródnowskim w Warszawie (kwatera 26C-1-1).

## Odznaczenie
- Złoty Krzyż Zasługi (14 września 1946, uchwałą Prezydium Krajowej Rady Narodowej za zasługi na polu krzewienia kultury fizycznej i sportu, w związku z 25-leciem pracy Okręgowego Warszawskiego Polskiego Związku Piłki Nożnej)[2]